# Селегас
Сѐлегас (на италиански: Selegas; на сардински: Sèligas, Селигас) е село и община в Южна Италия, провинция Южна Сардиния, автономен регион и остров Сардиния. Разположено е на 234 m надморска височина. Населението на общината е 1438 души (към 2010 г.).